# Észtországi oroszok
Az észtországi oroszok (észt nyelven venelased Eestis, orosz nyelven русские в Эстонии) száma 2020. január 1-jén 327 802 volt; ez Észtország teljes népességének 24,7%-a. Többségében Harju és Ida-Viru megyék területén élnek. Történetük mintegy 300 évre nyúlik vissza, amikor orosz óhitűek megtelepedtek a Peipus-tó mellett. A jelenlegi orosz lakosság túlnyomó része a szovjet megszállás időszakának bevándorlásaiból származik.

## Történet

### Első kapcsolatok
Az oroszok észt elnevezése (vene, venelane) a veneð régi germán kölcsönszóból ered, ami a vendekre, a Balti-tenger déli partvidékén élő szláv nyelvű népcsoportra vonatkozik.
I. (Bölcs) Jaroszláv kijevi nagyfejedelem 1030-ban legyőzte a csúdokat, és a mai Tartu területén megalapította Jurjev városát, amely 1061-ig állt fenn.
A vironiai Kuremäe területén a középkorban létezett egy óorosz település. A terület ortodox közössége a 16. században templomot épített, 1892-ben pedig itt alapították meg a Pühtitsa kolostort. Az óorosz kultúra hatásaként az észt nyelvben megjelentek a keleti szláv eredetű szavak, mint például "turg" (kereskedelem) és "rist" (kereszt).
Az ortodox templomok és kereskedőkből és kézművesekből álló kisebb óorosz közösségek megmaradtak a Livóniai városokban, és fennmaradtak a kereskedelmi kapcsolatok a Novgorodi Köztársasággal, valamint a pszkovi és polocki fejedelemségekkel. 1481-ben III. Iván orosz cár ostrom alá vette Fellin (Viljandi) kastélyát, és több várost elfoglalt Livóniában. 1558 és 1582 között a livóniai háború során IV. Iván Livónia nagy részét elfoglalta, de végül a litván-lengyel és svéd seregek kiszorították az oroszokat. Alekszej orosz cár 1656 és 1661 között ismét több várost elfoglalt Livónia keleti részén, köztük Dorpatot (Tartu) és Nyslottot (Vasknarva), utóbb lemondott a meghódított területekről a svédek javára.

### A 17. századtól 1940-ig

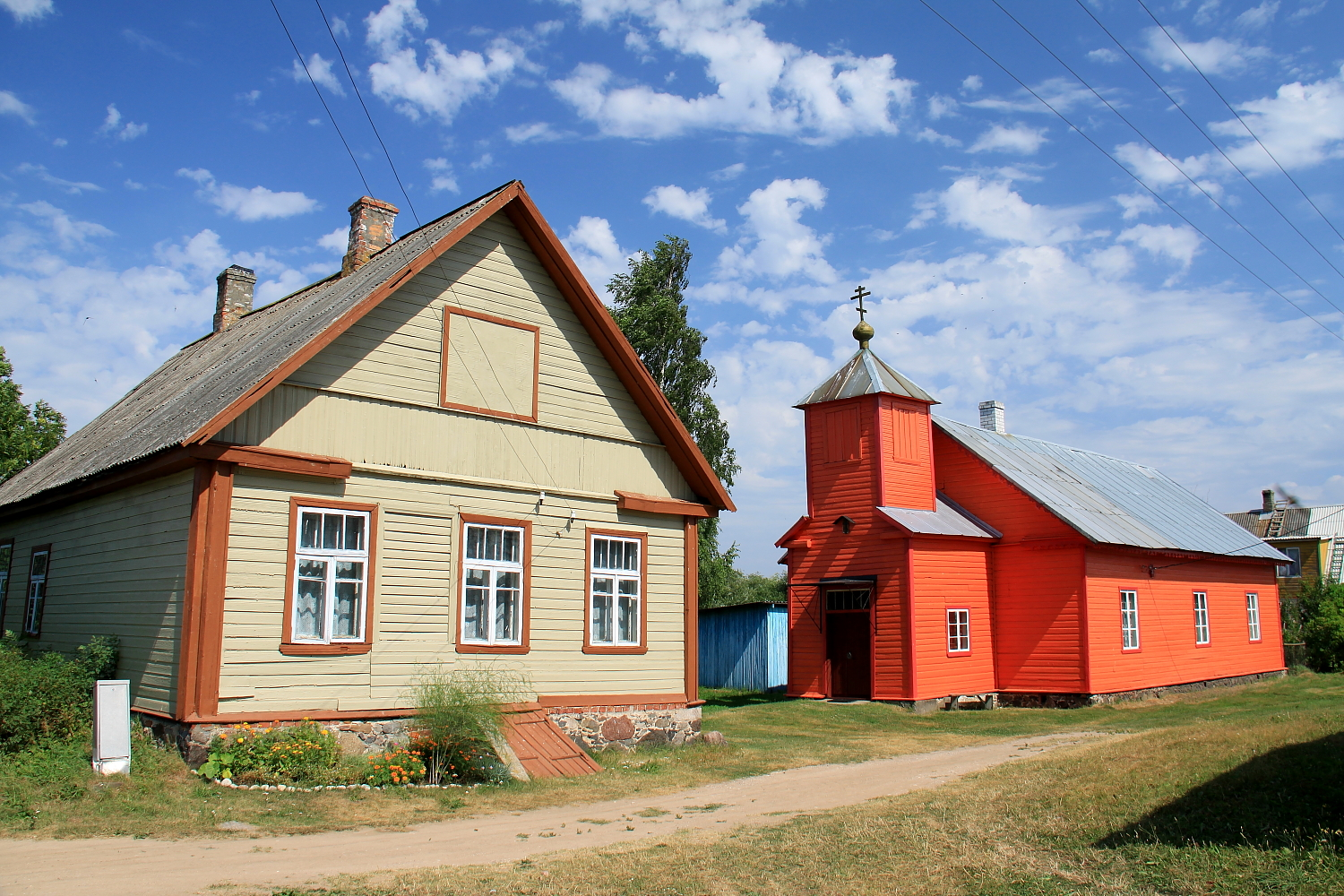
Orosz óhitű falu Piirissaaron

A folyamatos orosz jelenlét a mai Észtország területén a 17. század végén kezdődött, amikor több ezer orosz óhitű a vallási üldözés elől a Peipus-tó nyugati partvidékére menekült, ami akkor svéd fennhatóság alatt állt.
Az orosz bevándorlás második nagy hulláma a nagy északi háború (1700–1721) után következett be, amelynek során az Orosz Birodalom elhódította Svédországról a balti régió északi részét, beleértve Észtországot. Az orosz uralom alatt a helyi hatalom továbbra is a balti német nemesség kezében maradt, de az oroszok fokozatosan átvettek egy korlátozott számú hivatalnoki állást, és Revalban (Tallinn) és más nagyobb városokban telepedtek le. 
A 19. század végén és a 20. század elején a gyors iparosodás korszakában viszonylag nagy létszámú orosz munkás telepedett le Tallinnban és Narvában. Az első világháború után az orosz népesség aránya a független Észtországban 7,3% volt. Ezeknek mintegy fele nem bevándorló volt, hanem azokon a területeken születtek, amelyek az 1920-as tartui békeszerződés révén kerültek Észtországhoz.
Az első világháború végén Észtország függetlenné vált, ahol a lakosság mintegy 8%-át kitevő oroszok – más nemzeti kisebbségekhez hasonlóan - az 1925-ös kulturális autonómiáról szóló törvény alapján kulturális önkormányzatokat hoztak létre. Az állam toleráns volt az orosz ortodox egyházzal szemben, és otthont adott számos orosz emigránsnak az 1917-es októberi orosz forradalom után.

### Második világháború és Észt SZSZK
Az 1940-es szovjet megszállás után elkezdődött az észt nemzetiségűek üldözése. Szergej Iszakov szerint majdnem az összes észt egyesületet, újságot, szervezetet megszüntették 1940-ben, tagjaikat üldözték.
Az ország Észt Szovjet Szocialista Köztársaság néven 1991-ig a Szovjetunió része maradt, leszámítva az 1941 és 1944 közötti német megszállást. A szovjet megszállás időszakában a szovjet kormány programja az volt, hogy az őshonos észt lakosságot szovjet bevándorlókkal cserélje fel. Az erőszakos népességcsere során több ezer észt állampolgárt deportáltak Oroszország belső területeire (elsősorban Szibériába), és nagy számú oroszul beszélő szovjet állampolgárt bátorítottak az észtországi letelepedésre. Ida-Viru és Harju megyékben az olyan városokat, mint Paldiski, Sillamäe és Narva etnikailg megtisztították, és az őshonos észt lakosságot teljes egészében orosz betelepülőkre cserélték ki. A szovjet megszállás következtében Észtország orosz lakossága az 1945-ös mintegy 23 000 főről 1991-ben 475 000 főre növekedett, az összes szláv lakosság pedig 551 000 főre, ami a csúcsponton az ország lakosságának 35%-át tette ki.
1939-ben az oroszok 8%-ot tettek ki az összes lakosságból; viszont 1945. januárban, amikor mintegy 2000 km²-nyi terület átkerült az Oroszországi Szovjet Szövetségi Szocialista Köztársasághoz, Észtország majdnem teljesen elvesztette a két világháború közötti orosz népességét. A mintegy 20 000 Észtországban maradt orosz többsége az óhitűek korábban letelepedett közösségéhez tartozott.
A háború után Narva lakóit, akiket korábban a németek evakuáltak, többnyire nem engedték visszatérni, és helyükre Nyugat-Oroszországból, Belaruszból és Ukrajnából telepítettek be munkásokat. 1989-re az oroszok Észtország összes lakosságának 30,3%-ot tették ki.
Az éneklő forradalom alatt az Észtországi Munkások Nemzetközi Mozgalma megszervezte a helyi orosz ellenállást a függetlenségi mozgalommal szemben, és azt állította, hogy az észtországi oroszokat és más oroszul beszélőket képviseli.

### Független Észtország

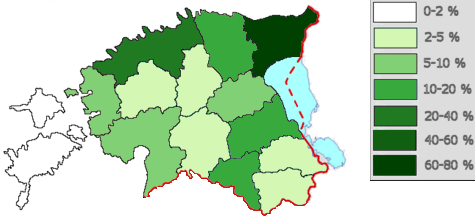
Az észtországi oroszok területi megoszlása, 2010. január 1.

A legtöbb orosz Tallinnban és az északkeleti nagyvárosokban (Narva, Kohtla-Järve, Jõhvi, Sillamäe) él. A vidéki lakosságot majdnem kizárólag észtek alkotják, leszámítva a Peipus-tó partvidékét, ahol már régóta élnek az óhitű orosz közösségek. 2011-ben a Tartui Egyetem szociológia professzora, Marju Lauristin által végzett kutatás szerint az oroszok 21%-a sikeresen integrálódott, 28%-a részben integrálódott, és 51% alig vagy egyáltalán nem integrálódott.
Az észt kormányzat arra törekszik, hogy javítsa kapcsolatát az orosz közösséggel; Jüri Ratas miniszterelnök oroszul tanul a jobb kommunikáció érdekében. Kersti Kaljulaid államfőt szintén az orosz nyelvű kisebbség érdekeit védelmezőnek tartják, korábban Narvába költözött, hogy jobban megértse az embereket és problémáikat. A fiatalabb generáció jobban integrálódott, például beállnak katonának, és fejlesztik észt nyelvtudásukat.

#### Állampolgárság
A függetlenné vált köztársaság csak a szovjet megszállás előtt is észt állampolgársággal rendelkezőket illetve leszármazottaikat ismerte el állampolgárainak, nem pedig az összes észtországi illetőségű szovjet állampolgárt. Az állampolgársági törvény a következő feltételekhez köti az 1940 után érkezettek (többségükben orosz nemzetiségűek) honosítását: az észt nyelv és alkotmány ismerete, valamint Észtországnak tett hűségeskü. A kormány ingyenes felkészítő tanfolyamokat szervez az alkotmányról és állampolgárságról, és a nyelvtanulás költségéből 380 eurót megtérít.
A törvény értelmében az állampolgársággal nem rendelkező lakosok nem szavazhatnak a parlamenti és európai parlamenti választásokon, de szavazati joggal rendelkeznek a helyi önkormányzati választásokon. 2010. július 2-i állapot szerint az észt lakosok 84,1%-a észt állampolgár, 8,6%-a más ország (elsősorban Oroszország) állampolgára, és 7,3%-a "állampolgársága nem meghatározott".
1992 és 2007 között mintegy 147 000 fő szerzett észt vagy orosz állampolgárságot vagy hagyta el az országot, így az állampolgársággal nem rendelkező lakosok aránya 32%-ról körülbelül 8%-ra csökkent. Az Amnesty International 2015-ös jelentése szerint Észtország lakosságának körülbelül 6,8%-a nem észt állampolgár.

## Híres észtországi oroszok
- II. Alekszij moszkvai pátriárka Tallinnban született.
- Valentyina Golubenko(wd) női sakknagymester, észt sakkbajnok
- Valerij Georgijevics Karpin orosz válogatott labdarúgó és edző Narvában született, 2003 óta észt állampolgár.
- Tatjana Mihhailova-Saar énekesnő, Észtország képviselője a 2014-es Eurovíziós Dalfesztiválon.
- Nyikolaj Novoszjolov(wd) kétszeres világbajnok és négyszeres olimpiai bajnok vívó
- Igor Szeverjanyin(wd) költő

## Fordítás
Ez a szócikk részben vagy egészben  a   Russians in Estonia című angol Wikipédia-szócikk ezen változatának fordításán alapul.  Az eredeti cikk szerkesztőit annak laptörténete sorolja fel. Ez a jelzés csupán a megfogalmazás eredetét és a szerzői jogokat jelzi, nem szolgál a cikkben szereplő információk forrásmegjelöléseként.